# Bertrand Baguette

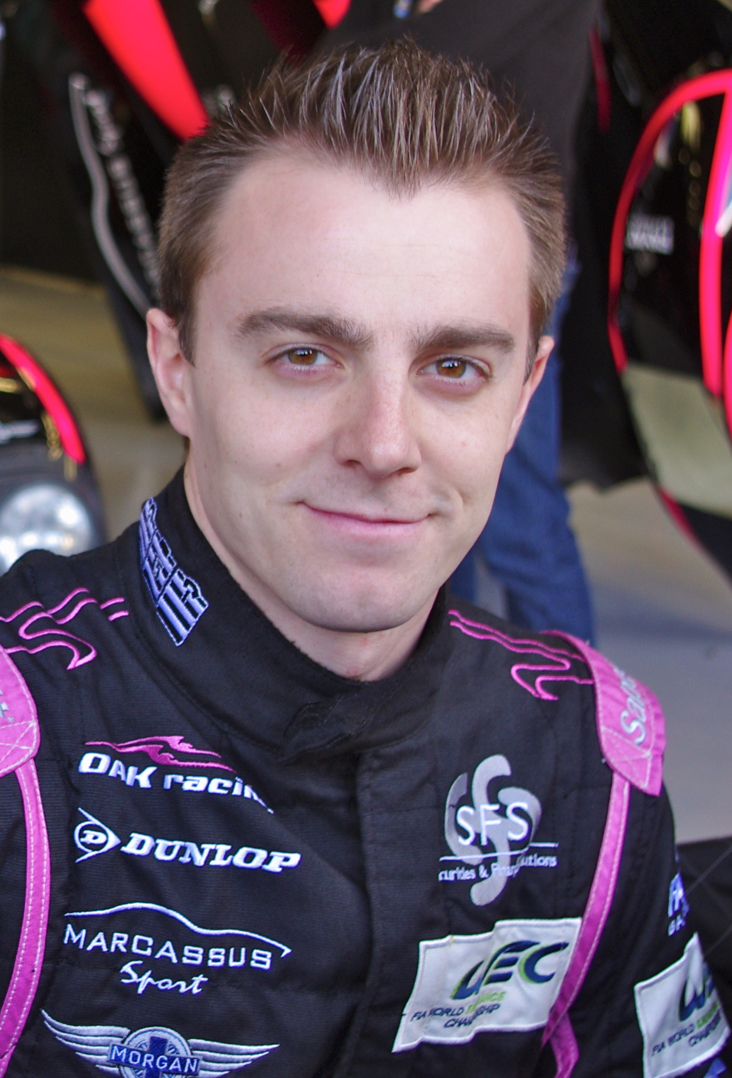
Bertrand Baguette (2013)

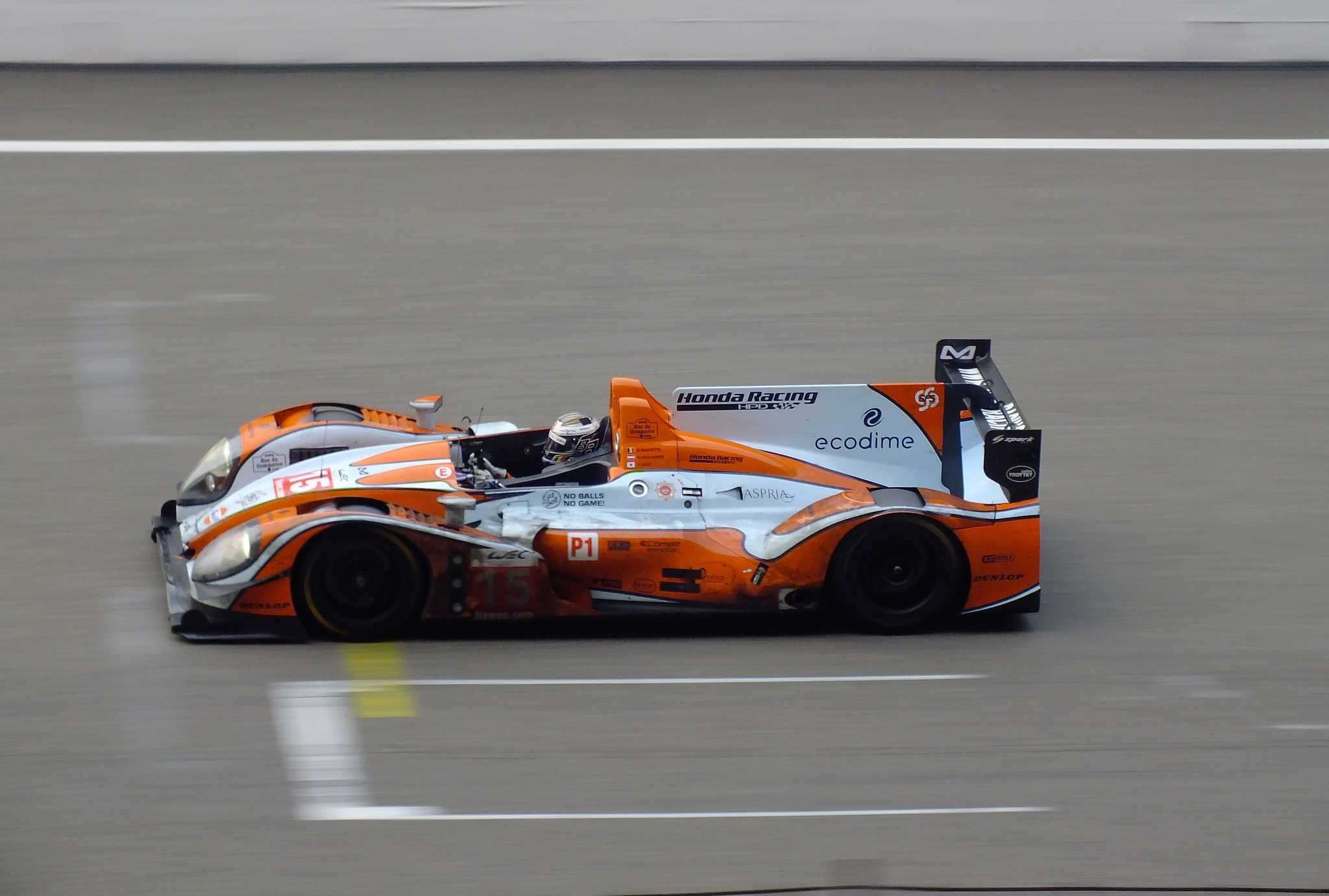
Bertrand Baguette am Steuer eines OAK Pescarolo 01, beim 6-Stunden-Rennen von Shanghai 2012

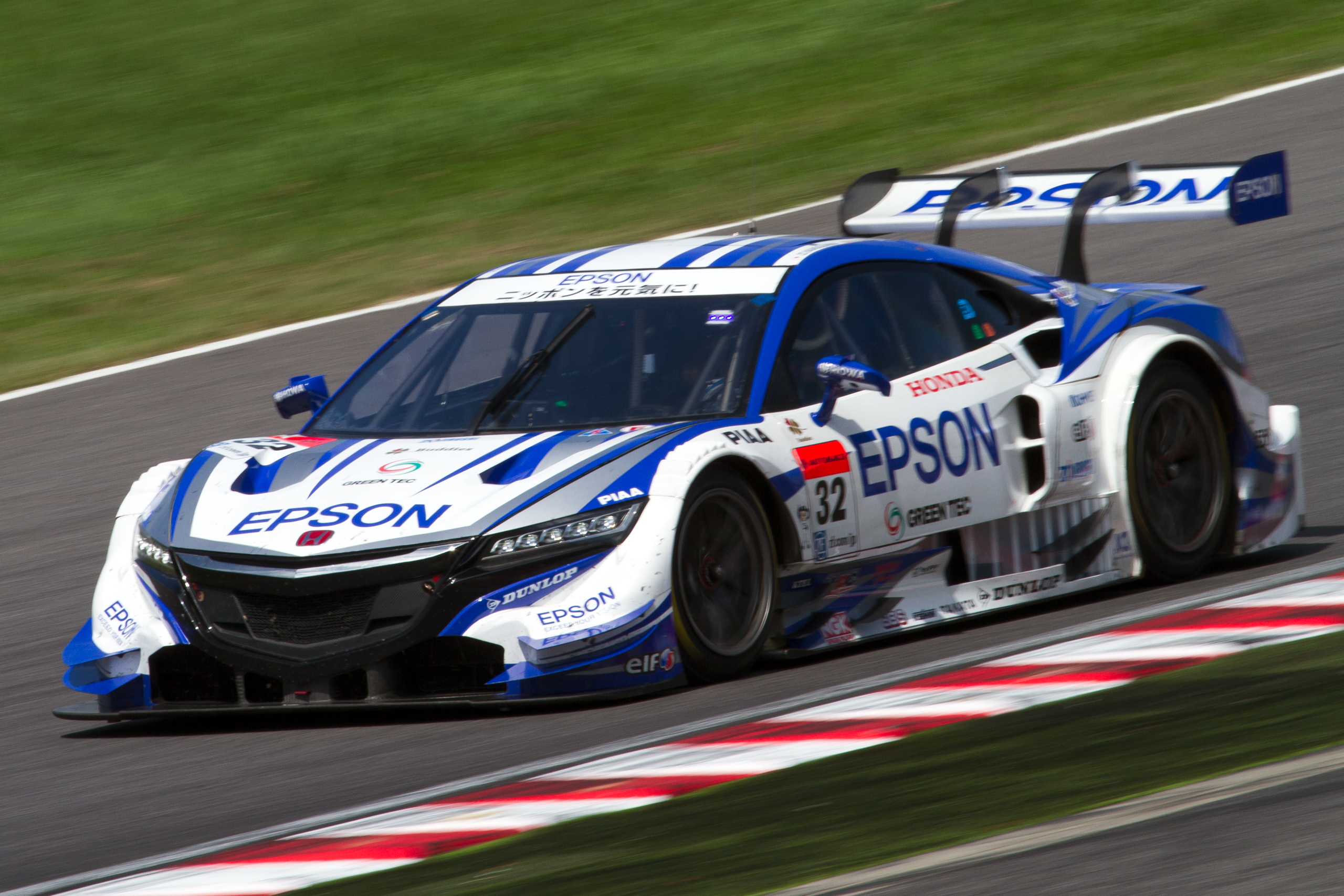
Bertrand Baguette 2014 in der Super GT

Bertrand Marcel Nicolas Baguette (* 23. Februar 1986 in Verviers) ist ein belgischer Automobilrennfahrer. Er wurde 2009 Meister der Formel Renault 3.5. 2015 startete er in der Super Formula.

## Karriere
Baguette begann seine Motorsportkarriere 2000 im Kartsport, den er bis 2003 ausübte. Danach wechselte er 2004 in den Formelsport und startete in der belgischen Formel Renault 1.6. Er belegte in seiner Debütsaison, in der er für das Team seines Landsmannes Marc Goossens startete, mit zwei Siegen den dritten Gesamtrang. 2005 wechselte Baguette in den Formel Renault 2.0 Eurocup, in dem er zwei Jahre für Epsilon Euskadi an den Start ging. Nach Platz acht in der ersten Saison wurde er 2006 Vierter in der Gesamtwertung. Darüber hinaus ging Baguette in den beiden Jahren auch in der französischen Formel Renault an den Start. Dort erreichte er die Platzierungen elf und acht.
2007 wechselte Baguette in die Formel Renault 3.5. Für KTR startend wurde er 17. im Gesamtklassement. In der folgenden Saison blieb Baguette in der Formel Renault 3.5 und wechselte zu Draco Racing. Mit einem Sieg bei seinem Heimrennen in Spa-Francorchamps wurde er Siebter in der Gesamtwertung. Darüber hinaus startete Baguette bei einigen Rennen der Superleague Formula sowie in GT-Rennserien. 2009 blieb Baguette bei Draco Racing und bestritt seine dritte Saison in der Formel Renault 3.5. Mit drei Siegen gelang es Baguette, den Meistertitel der Serie bereits ein Rennwochenende vor Schluss zu gewinnen. Zum Saisonabschluss in Alcañiz gewann er beide Rennen.
Als Belohnung für den Gewinn der Meisterschaft in der Formel Renault 3.5, erhielt Baguette im Dezember 2009 die Möglichkeit, für Renault F1 Formel-1-Testfahrten zu absolvieren. Außerdem bestritt er den letzten Formel-1-Testtag des BMW Sauber-Teams. Nachdem er kein Cockpit in der Formel 1 erhalten hatte, entschied sich Baguette, in die IndyCar Series zu wechseln. Dort startete er ab dem dritten Rennen der Saison für Conquest Racing, das Team seines Landmanns Éric Bachelart. Mit einem zehnten Platz als bestes Resultat belegte er am Saisonende den 22. Gesamtrang. 2011 erhielt Baguette kein Cockpit für eine komplette Saison, und er wechselte zu Rahal Letterman Lanigan Racing, für die er am Indianapolis 500 teilnahm. Er beendete das Rennen auf dem siebten Platz und belegte am Saisonende den 39. Gesamtrang. Außerdem nahm er für das Marc VDS Racing Team an zwei Rennen der FIA-GT1-Weltmeisterschaft teil. Zusammen mit seinem Teamkollegen Maxime Martin beendete er ein Rennen auf dem dritten Platz.
2012 wechselte Baguette in den Langstreckensport und trat für OAK Racing in der FIA-Langstrecken-Weltmeisterschaft (WEC) an. Er fuhr dabei sowohl mit einem LMP1-, als auch mit einem LMP2-Boliden und trat zu jedem Rennen zusammen mit Dominik Kraihamer an. Die beiden beendeten die Saison auf dem 71. Platz in der Weltmeisterschaft. Darüber hinaus fuhr er für OAK Racing bei zwei Rennen der European Le Mans Series (ELMS). Mit einem Sieg wurde er dabei Gesamtzweiter. Für GPR Racing nahm er an einem Rennen der Blancpain Endurance Series teil. Außerdem absolvierte er Gaststarts in der International GT Open. 2013 blieb Baguette bei OAK Racing in der FIA-Langstrecken-Weltmeisterschaft. Er bildete ein Fahrertrio mit Ricardo González und Martin Plowman. Das Trio wurde mit einem vierten Platz als bestem Ergebnis Gesamtzehnter. Darüber hinaus nahm er an zwei Rennen der NASCAR Whelen Euro Series und einem Rennen der Blancpain Endurance Series teil.
2014 wechselte Baguette nach Japan zu Nakajima Racing in die Super GT. Er bildete ein Fahrergespann mit Daisuke Nakajima, dem Sohn des Teambesitzers. Die beiden schlossen die Saison auf dem 17. Gesamtrang ab. 2015 blieb Baguette bei Nakajima Racing in der Super GT und verbesserte sich zusammen mit Nakajima auf Platz 15. Zudem trat er 2015 für den Rennstall in der Super Formula an. Dort war ein zehnter Platz sein bestes Ergebnis.

## Statistik

### Karrierestationen
| - 2000–2003: Kartsport - 2004: Belgische Formel Renault 1.6 (Platz 3) - 2005: Formel Renault 2.0 Eurocup (Platz 8) - 2005: Französische Formel Renault (Platz 11) - 2006: Formel Renault 2.0 Eurocup (Platz 4) - 2006: Französische Formel Renault (Platz 8) - 2007: Formel Renault 3.5 (Platz 17) - 2008: Formel Renault 3.5 (Platz 7) - 2008: Belgian Touring Car Series, S1 (Platz 22) - 2008: FIA-GT, GT2 - 2008: Superleague Formula - 2008: Belgian Touring Car Series, S1 (Platz 22) - 2008: FIA-GT, GT2 - 2009: Formel Renault 3.5 (Meister) - 2009: Formel 1 (Testfahrer) - 2009: Formel Renault 3.5 (Meister) - 2009: Formel 1 (Testfahrer) - 2010: IndyCar Series (Platz 22) - 2011: IndyCar Series (Platz 39) | - 2011: FIA-GT1-WM (Platz 17) - 2012: WEC (Platz 71) - 2012: ELMS, LMP2 (Platz 2) - 2012: Blancpain Endurance Series, Pro-Am (Platz 38) - 2013: WEC (Platz 10) - 2013: NASCAR Whelen Euro Series (Platz 38) - 2013: Blancpain Endurance Series, Pro - 2014: Super GT (Platz 17) - 2015: Super Formula - 2015: Super GT (Platz 15) - 2016: Super Formula - 2016: Super GT (Platz 18) - 2016: Blancpain Endurance Series Platz: 18 - 2017: Blancpain GT Series Endurance Cup – Pro (Platz 11) - 2018: Blancpain GT Series Endurance Cup – Pro (Platz 20) - 2018: 24-Stunden-Rennen von Spa-Francorchamps (Platz 7) - 2019: Blancpain GT Series Endurance Cup – Pro (Platz 20) | - 2019: Intercontinental GT Challenge (Platz 25) - 2020: Intercontinental GT Challenge - 2020: Autobacs Super GT – GT500 (Platz 3) - 2021: Intercontinental GT Challenge - 2021: Super GT: (Platz 6) - 2022: Super GT : (Meister) |

### Einzelergebnisse in der IndyCar Series
| Saison | Team                           | 1   | 2   | 3      | 4      | 5      | 6       | 7      | 8      | 9      | 10     | 11     | 12     | 13     | 14     | 15     | 16     | 17     | 18  | Punkte | Rang |
| ------ | ------------------------------ | --- | --- | ------ | ------ | ------ | ------- | ------ | ------ | ------ | ------ | ------ | ------ | ------ | ------ | ------ | ------ | ------ | --- | ------ | ---- |
| 2010   | Conquest Racing                | SAO | STP | ALA 20 | LBH 24 | KAN 20 | INDY 22 | TXS 22 | IOW 17 | WGL 18 | TOR 16 | EDM 14 | MDO 11 | SNM 23 | CHI 12 | KTY 10 | MOT 25 | HMS 15 |     | 213    | 22.  |
| 2011   | Rahal Letterman Lanigan Racing | STP | ALA | LBH    | SAO    | INDY 7 | TXS1    | TXS2   | MIL    | IOW    | TOR    | EDM    | MDO    | NHA    | SNM    | BAL    | MOT    | KTY    | LSV | 30     | 39.  |

(Legende)

### Einzelergebnisse in der Super Formula
| Jahr | Team            | Motor | 1   | 2   | 3   | 4   | 5   | 6   | 7   | 8   | Punkte | Rang |
| ---- | --------------- | ----- | --- | --- | --- | --- | --- | --- | --- | --- | ------ | ---- |
| 2015 | Nakajima Racing | Honda | SU1 | OKA | FUJ | MOT | AUT | SUG | SU2 | SU2 | 0      | –    |
| 2015 | Nakajima Racing | Honda | 10  | 11  | DNF | 15  | 16  | 18  | 11  | DNF | 0      | –    |

### Le-Mans-Ergebnisse
| Jahr | Team       | Fahrzeug         | Teamkollege     | Teamkollege       | Platzierung            | Ausfallgrund |
| ---- | ---------- | ---------------- | --------------- | ----------------- | ---------------------- | ------------ |
| 2012 | OAK Racing | OAK Pescarolo 01 | Franck Montagny | Dominik Kraihamer | Ausfall                |              |
| 2013 | OAK Racing | Morgan LMP2      | Martin Plowman  | Ricardo González  | Rang 7 und Klassensieg |              |

### Sebring-Ergebnisse
| Jahr | Team       | Fahrzeug         | Teamkollege      | Teamkollege       | Platzierung | Ausfallgrund |
| ---- | ---------- | ---------------- | ---------------- | ----------------- | ----------- | ------------ |
| 2012 | OAK Racing | OAK Pescarolo 01 | Guillaume Moreau | Dominik Kraihamer | Ausfall     | Defekt       |

### Einzelergebnisse in der FIA-Langstrecken-Weltmeisterschaft
| Saison | Team       | Rennwagen                    | 1   | 2   | 3   | 4   | 5   | 6   | 7   | 8   |
| ------ | ---------- | ---------------------------- | --- | --- | --- | --- | --- | --- | --- | --- |
| 2012   | OAK Racing | OAK Pescarolo 01 Morgan LMP2 | SEB | SPA | LEM | SIL | SAO | BAH | FUJ | SHA |
| 2012   | OAK Racing | OAK Pescarolo 01 Morgan LMP2 | DNF | DNF | DNF | 17  | DNF | DNF | 16  | 14  |
| 2013   | OAK Racing | Morgan LMP2                  | SIL | SPA | LEM | SAO | AUS | FUJ | SHA | BAH |
| 2013   | OAK Racing | Morgan LMP2                  | 10  | 11  | 7   | 5   | 11  | 4   | 7   | 6   |